# Corbu (Constanța)
Pour les articles homonymes, voir Corbu (homonymie).
Corbu est une commune du județ de Constanța en Roumanie.
Corbu accueille le camp d'entrainement du cap Midia.